# Enlisted
Enlisted（エンリステッド）は、Darkflow Softwareによって開発され、Gaijin Entertainmentによってリリースされた主に第二次世界大戦を中心としたチームベースの大規模マルチプレイヤー基本プレイ無料のオンラインゲーム(MMO)一人称シューティングゲームである。

## 開発
GaijinEntertainmentとDarkflowSoftwareは、2016年にクラウドファンディングタイトルとしてこのゲームを最初に発表した。まずモスクワとノルマンディーのキャンペーンが発表され、他のキャンペーンは、それぞれの目標が達成された場合にアンロックされるという方式でリリースされた。成功した場合、最高レベルの提供層は貢献者が特定のキャンペーンを選択できる。ゲームは「ファンによって決定された一人称シューティングゲーム」として宣伝された。「ゲームモードPCのどのプラットフォームをサポートするかなど、私たちが作成するものに直接できる」と宣伝された。2020年4月にPCで最初のパブリックプレイテストが行われた。11月に、「レイトレースグローバルイルミネーションとDLSS」がゲームに追加された。2021年4月8日にPC、Playstation 4、PlayStation 5、Xbox Series X/Sにオープンベータテストとしてリリースされた。5月20日、ベルリンキャンペーンがオープンベータテストで一部にリリースされた。9月8日にチュニジアキャンペーンがPCのクローズドベータテストに、10月15日にノルマンディーとチュニジアキャンペーンを、11月にモスクワキャンペーンがPlayStation 4とXbox Oneに追加された。2022年4月8日に、スターリングラードキャンペーンが追加された。また、同年秋に太平洋戦争が追加された。スターリングラードキャンペーンで、すべての報酬を入手するには、完全版の購入が必要。現在は買うことができない。もともとはXbox Series X/Sの打ち上げタイトルで、期限付きコンソール専用であった。

## ゲームプレイ
Enlistedは地上戦での分隊ごとのオンライン一人称シューティングゲームである。プレイヤーは、ライフル、サブマシンガン、マシンガン、狙撃銃、迫撃砲、対戦車火器、火炎放射器を使用したり戦車や戦闘機を操作したりすることができる。また、プレイヤーは分隊内の兵士の1人を選択し、分隊内の他の兵士に命令を出したり切り替えたりすることができる。なお、プレイヤーが操作していない分隊員はすべてAIが操作をしている。
そのため、裏取りなどは厳しいが、AIは弱いため、初心者プレイヤーでもキルを稼ぎやすい。プレイヤーがやられた場合、他の分隊員に操作を切り替えることができる。分隊が全滅したら、他の分隊で出撃し、また戦うことができる。戦場に連れていける分隊は、全部で4分隊であるが、課金やプレミアムアカウントの購入で、分隊の連れていける数を増やすことができる。最大10分隊。また、プレミアムアカウントの購入で、戦車などの乗り物に迷彩や装飾品をつけられる数が増えたり、予備役の数が増えたりする。さまざまな種類の兵科があり、工兵や通信兵、戦車兵や突撃兵などがあり、工兵では障害物や野砲、対空砲などを作ることができ、通信兵では、砲撃や爆撃機、煙幕などを要請できる。兵士にはランクがあり、ランクを上げればパークを取得できる。そして、ランクが高ければ、いいパークが入手できる。また、プレイヤーの分隊、武器はメインメニューで管理でき、分隊のアップグレードや、チケットを使い、新しい兵士と武器の購入ができ、金チケットを使えば、特殊な武器や、兵士が入手できる。メインメニューでゲームモードの変更が可能で、演習やカスタムマッチなどができる。
銃や兵士を購入するのに必要なチケットは、バトルパスやイベント、タスク、ログインボーナスなどで入手することができる。イベントでは限定の装備や分隊、武器が入手できる。後半の強い武器では、購入に必要なチケットが多くなる。バトルパスでエリートパスを購入すると、すべての報酬がアンロックされる。

## ゲームモード
全キャンペーンに侵攻と征服、破壊、直接対決の4つがあり、ベルリンキャンペーンでは装甲列車の輸送を含む3モードが利用可能。どのモードでプレイできるかはマッチングしてからしかわからない。
侵攻は、侵攻側と防衛側に分かれ、侵攻側はマップ内に存在する5つの戦略地点を1つずつ奪取していき防衛側はそれを阻止する。侵攻側のリスポーン数が1000に定められており、これが0になってから1分経過するか、侵攻側が全地点を奪取するかでゲームが終了する。一部を除き、どちらの軍が侵攻か防衛かはランダムで決められる。
征服は、両方のチームが、マップ上の3つの地点を奪い合うモード。敵チームが2つ以上の地点を保持している場合、自分達のチームのリスポーン数が減っていく。 どちらかのチームのリスポーン数が0になると、ゲームが終了する。
装甲列車の輸送は、前述の通りベルリンキャンペーンのみでプレイできるモード。装甲列車ごと地点を奪取しようとする枢軸軍を赤軍が食い止める。枢軸軍のリスポーン数が0になるか、枢軸軍が全地点を奪取するかでゲームが終了する。
直接対決では、最初は5拠点のうち、敵味方それぞれ2拠点をもっており、真ん中の中立の陣地を占領すると、敵は一つ後ろの拠点に下がり、さらに、最後の拠点を占領すれば勝利であり、味方も、すべての陣地を占領されると、敗北となる。そして、永遠に占領して占領し返してを繰り返していると、どちらかのスポーン数が0になり、終了する。

## マッチメイキング
サーバーは北アメリカ、ヨーロッパ、東ヨーロッパしかなく、接続があまりよくない。アジアサーバーも追加されたが、すぐに消えてしまった。戦場に参加できるプレイヤー数は敵味方10+10の20人であり、航空機は1チーム戦闘機と攻撃機あわせて2機、戦車も2両出すことができる戦車や航空機がやられた場合、すぐに他の人が出撃することができる。デフォルトのマッチメイキングでは、プレイヤーは分隊でスポーンする。
プレイヤーは分隊から兵士を選択してスポーンすることができ、兵士が殺された場合他の分隊員に操作を変えることができる。すべての分隊員がやられてしまった場合、他の分隊を出撃させることができる。また、陣地を占領すると、スポーン数を増加させることができる。防衛側はスポーン数が無限であり、攻撃側のスポーン数は1,000になっている。陣地を占領するとスポーン数を増やすことができる。

## マップ
ゲームには、ノルマンディー、ベルリン、モスクワ、チュニジア、スターリングラード,
太平洋戦争の6つのキャンペーンがあり、それぞれに異なるマップがあり、マップの中にも東や西、北や南などがある。
現在はBR（バトルレーティング）制になっており、BR1～BR5まで、それぞれの兵器に割り振られている。
| ノルマンディー         | ベルリン                 | モスクワ               | チュニジア           | スターリングラード | 太平洋戦争             | バルジの戦い     |
| ---------------------- | ------------------------ | ---------------------- | -------------------- | ------------------ | ---------------------- | ---------------- |
| オマー                 | 渡河作戦                 | カメンカ川             | オアシス             | 共産通り           | ガビューチュ           | ヒュルトゲンの森 |
| D-デイ                 | ヘルマン・ゲーリング通り | 採石場                 | 峡谷                 | コーゴリ通り       | ガダルカナル           |                  |
| ヴェル＝シュル＝メール | ヴィルヘルム通り         | 修道院                 | 砦                   | トラクター工場     | テナル川               |                  |
| ヴォーの廃墟           | 総統官邸                 | ポクロフスコエ市       | アル・ハール         | ユニーバーマグ     | アリゲーター・クリーク |                  |
| シャトー・デュ・ボクス | 堀東詰                   | バーチグローブ         | カヒーフ洞窟村       | 中央駅             | カビューチュ飛行場     |                  |
| ルヴィエの沼           | 堀西詰                   | 要塞地区               | アル・ジャバール農場 |                    | ニュージョージア島     |                  |
| ル・ブル               | レールテ駅               | ヴィソコヴォ村         |                      |                    |                        |                  |
| サンロ駅               | ゼーロウ高地             | ベロエ湖               |                      |                    |                        |                  |
| 飛行場                 | 省庁の庭園               | マイスキー林業         |                      |                    |                        |                  |
| パワープラント         | 鉄道橋                   | ボスホート居留地       |                      |                    |                        |                  |
| スチールミル           | ウェルビヒ駅             | アバンギャルド集団農場 |                      |                    |                        |                  |
| コルヴィル農場         | ケーニヒス広場           | 屋敷                   |                      |                    |                        |                  |
|                        | クロラ・オーパー劇場     |                        |                      |                    |                        |                  |

## 参照
- War Thunder – ロシアのGaijinEntertainment社によって開発された.、主に第二次世界大戦を舞台としたMMOコンバットゲーム
- Day of Infamy  – 2017年にリリースされた第二次世界大戦のタクティカルシューター
- Post Scriptum – 2018年にリリースされた第二次世界大戦のタクティカルシューター
- Hell Let Loose - 2019年にリリースされた第二次世界大戦のタクティカルシューター